# Михайло Андрійович (князь суздальський)
Михайло Андрійович (близько 1250 — † 1305) — князь Суздальський, середній з трьох синів Великого князя Володимирського, а потім городецького князя Андрія Ярославича та княгині Устинії Данилівни.
Онук Короля Русі Данила Романовича.
Спочатку сидів на батьківському наділі — у Городці Волзькому, а після смерті старшого брата Юрія, за повідомленням Никонівського літопису, в 1279 перебрався в Суздаль.
У 1304, після смерті Андрія Олександровича, свого двоюрідного брата, бояр якого побили нижньогородці, Михайло Андрійович з Орди, де, за звістки місцевого нижньогородського літописця, отримав суздальське передмістя, «прієха в Нижній Новгород і ізбі вєчнікі», тобто стратив та покарав багатьох жителів за те, що вони розправилися з боярами померлого великого князя.
Будучи в Орді, одружився з татарською княжною. У тому ж році помер бездітним, а його уділ перейшов до брата — Василя Андрійовича († 1309).